# 纳吉·阿布·诺瓦
纳吉·阿布·诺瓦（Naji Abu Nowar，1981年—）是一名出生于英国牛津的约旦电影导演、编剧和监制，主要作品有 Death of a Boxer (2009)、 Till Death (2012) 和获得奥斯卡最佳外语片提名的2014年电影《希布》。

## 作品
- Death of a Boxer (2009)
- Till Death (2012)
- Theeb/希布 (2014)